# Armorial des familles de Normandie
- Il y a un (des) conflit(s) entre une figure et son blasonnement.
- certaines figures sont encore dans un format bitmap et doivent être vectorisées.

Cette page non exhaustive donne les armoiries des familles normandes.

## La province de Normandie
| Image | Nom de la famille et blasonnement                                        |
| ----- | ------------------------------------------------------------------------ |
|       | La province de Normandie. - Portait : de gueules à deux léopards d’or.,. |

## Les ducs de Normandie
| Image | Nom de la famille et blasonnement |
| ----- | --- |
|       | Geoffroy Plantagenêt (1113-1151), comte d'Anjou et du Maine, duc de Normandie par sa femme de 1144 à 1150. - Portait : d'azur, à six (nombre supposé) lionceaux d'or posés 3, 2 et 1. |
|       | Henri II Plantagenêt (1133-1189), roi d'Angleterre de 1154 à 1189 ; duc de Normandie de 1150 à 1189. - Portait : de gueules à deux léopards d’or Le fait que plusieurs de ses filleuls d'armes possèdent des armes à deux léopards a incité plusieurs historiens et héraldistes à déduire qu'Henri II en possédait des semblables. |
|       | Richard Cœur-de-Lion (1157 † 1199), fils du précédent, roi d'Angleterre, comte d'Anjou, de Poitiers, du Maine et duc d'Aquitaine, duc de Normandie de 1189 à 1199. - Porta de 1168 à 1189 (ou 1191), il est comte de Poitiers et porte le blason de sa mère : d'argent au lion de gueules armé, lampassé et couronné d'or[réf. nécessaire]. Il portait encore ce blason lors de la croisade (1191), d'où le blasonnement des rois de Chypre et des sires de Joinville[réf. nécessaire]. - De 1189 à 1198, comme roi d'Angleterre, il porte : de gueules aux deux lions affrontés d'or. - À la fin de sa vie, il adopte de gueules aux trois léopards d'or |
|       | Jean sans Terre (1166-1216), roi d'Angleterre, duc d'Aquitaine de 1199 à 1216 ; duc de Normandie de 1199 à 1204. En 1204, la partie continentale du duché de Normandie est rattachée au domaine royal français. - Portait : de gueules à trois léopards d’or |
|       | Jean de France (futur Jean II le Bon), fils de France, duc de Normandie de 1332 à 1350, puis roi de France de 1350 à 1364. - Prince Valois, il portait : d'azur semé de fleurs de lys d'or, à la bordure de gueules (brisure Valois de son aïeul et de son père). |
|       | Charles de France (futur Charles V le Sage), fils du précédent, duc de Normandie de 1355 à 1364, puis roi de France de 1364 à 1380. - Portait : écartelé au 1 et 4 d'azur semé de fleurs de lys d'or à la bordure de gueules (qui est de Valois) et au 2 et 3 d'or à un dauphin d'azur, crêté, barbé, loré, peautré et oreillé de gueules (qui est de Viennois). |
|       | Henri V d'Angleterre (1387-1422), roi d'Angleterre, duc de Normandie de facto de 1417 à 1422. - Portait : écartelé au 1 et 4 d'azur à trois fleurs de lis d'or 2 et 1 (qui est de France) et au 2 et 3 de gueules à trois léopards d’or (qui est d'Angleterre). |
|       | Henri VI d'Angleterre (1421-1471), roi d'Angleterre (sacré roi de France en 1431), duc de Normandie de facto de 1422 à 1450. Voir Guerre de Cent Ans. - Portait : écartelé au 1 et 4 d'azur à trois fleurs de lis d'or 2 et 1 (qui est de France) et au 2 et 3 de gueules à trois léopards d’or (qui est d'Angleterre). |
|       | Charles de France (1446-1477), fils de Charles VII de France. Fils de France, duc de Berry (1461), duc de Normandie de 1465 à 1466. En 1469, l'anneau ducal est solennellement brisé. - Portait : écartelé au 1 et 4 d'azur semé de fleurs de lys d'or à la bordure engrêlée de gueules (qui est de Berry ancien, sa brisure) et au 2 et 3 de gueules à deux léopards d'or (qui est de Normandie) Devenu duc de Guyenne en 1469, il porta désormais un écartelé de Berry et de Guyenne. |
|       | Louis de France (1785-1795), fils de Louis XVI de France. Fils de France, titré duc de Normandie de 1785 à 1789. Devient dauphin de France à la mort de son frère aîné et roi de France/roi des Français de jure en 1793. - Portait : écartelé au 1 et 4 d'azur à trois fleurs de lys d'or (qui est de France) et au 2 et 3 de gueules à deux léopards d'or (qui est de Normandie)[réf. nécessaire], puis écartelé de France et de Viennois (armes des dauphins de France, 1789). |

## Liste des familles
- Haut – A
- B
- C
- D
- E
- F
- G
- H
- I
- J
- K
- L
- M
- N
- O
- P
- Q
- R
- S
- T
- U
- V
- W
- X
- Y
- Z

### A
| Blason                                                       | Nom de la famille, blasonnement et devise |
| ------------------------------------------------------------ | --- |
|                                                              | Famille d'Abancourt D'argent, à une aigle éployée de gueules, becquée et membrée d'or. On trouve aussi: D'argent, à l'aigle de gueules, becquée, armée et membrée d'or, à la barre brochant sur le tout (branche cadette ? maintenue noble en 1668, également éteinte) - Sieurs de Helloy De gueules, à l'aigle d'argent Originaire du Beauvaisis |
|                                                              | Famille d'Abbadie Ecartelé, au 1, d’argent, au chef de gueules, chargé d’un heaume d’or ; au 2, d’azur, au croissant d’argent ; au 3, d’azur, au dextrochère armé issant d'une nuée mouvante du flanc senestre, et tenant une épée, le tout d’argent ; au 4, de gueules, au lion d’or Bernard de Lattes d’Abbadie, anobli en 1597 |
|                                                              | Famille Abbé D'argent, à l’aigle de gueules, becquée et membrée d’or |
|                                                              | Famille L’Abbé - Sieur de Soquenne D'argent, au sautoir de sinople |
|                                                              | Famille L’Abbé - Sieur de Rosières D'azur, au sautoir d’argent, accompagné de trois rayons de soleil d’or, issants du chef |
|                                                              | Famille L’Abbey - Sieur de Héroussart D'argent, au sautoir de sinople |
|                                                              | Famille L’Abey - Sieur d’Ussy D'argent, au sautoir alésé de sinople |
|                                                              | Famille Abdis D'or, à la croix ancrée de gueules, cantonnée de 4 croisettes d’azur |
|                                                              | Famille d’Abos De sable, au chevron d’or, accompagné de 3 roses d’argent |
|                                                              | Famille Abot de Champ D'azur à une coquille d'argent, écartelé d'argent à un brin de fougère de sinople posé en pal., - Sieur des Champs Ecartelé, au 1 et 4 d’azur, à une coquille d’argent ; au 2 et 3 d’argent[réf. nécessaire] - Sieur de la Métruinière Ecartelé, au 1 et 4 d’azur, à une coquille d’argent ; au 2 et 3 à un arbre arraché de sinople en bande[réf. nécessaire] |
|                                                              | Famille d'Aboville ou d'Abouville De sinople, au château de 3 tourelles crénelées d’argent, ajourées et maçonnées de gueules, celle du milieu supérieure. De sinople, au château d'argent, ouvert, ajouré et maçonné de sable, flanqué de deux tours couvertes de toits pointus et girouettées du second. Supports: deux lions, au naturel. Anoblie en 1470 |
|                                                              | Famille d'Aché puis Aché de Marbeuf Chevronné d'or et de gueules. Chevronné d'or et de gueules de six pièces., Chevronné d’or et de gueules de 6 pièces ; écartelé d’or, à 2 fasces de gueules - Eudes Aché Chevronné d’or et de gueules de 6 pièces - Sieurs d’Esterville, Bretteville, Rouveron D'or, à 2 chevrons de gueules, à la pointe du même - Seigneurs du Mont de la Vigne Écartelé, au 1 d’argent, à la bande d’azur, accompagnée de 6 tourteaux de gueules posés en orle ; au 2 d’or, à 3 tourteaux de gueules ; au 3 échiqueté d’or et d’azur, à la bordure de gueules ; au 4 d’argent, à 3 tourteaux de sable ; sur le tout écartelé, au 1 et 4 chevronné d’or et de gueules ; au 2 et 3 de gueules, à deux fasces d’or Bellica virtus |
|                                                              | Famille d’Acheu Parti d’argent, à la croix potencée de sable ; et d’argent, à l’aigle éployée de sable |
|                                                              | Famille Acher D'azur, à la fasce d’argent, accompagnée de trois écussons d'or. Guillaume Acher, confirmé dans sa noblesse en 1523 |
|                                                              | Famille d'Acqueville, Sgrs dudit lieu, élection de Falaise D'argent, au gonfanon d’azur, frangé de gueules. |
|                                                              | Famille des Acres, Sgrs de l'Aigle, diocèse d'Évreux D'argent, à trois aiglettes de sable. |
|                                                              | Famille Adam - Sieurs de Courville et de Bonnemare D'azur, à trois maillets d’argent, surmontés chacun d'une rose d’or - Sieur de Darville, Chastel, Mousebosq, Fontaine D'argent, au chevron de gueules, accompagné de 3 roses d’argent Il existe aussi : De gueules au chevron d’or, accompagné de 3 roses d’argent |
|                                                              | Famille Adam, Sgrs de Darville, élection de Bayeux D'argent, au chevron de gueules, accompagné de trois roses du même., |
|                                                              | Famille Adam d'Orville (Normandie) De gueules au chevron d'or, accompagné de trois roses d'argent. |
|                                                              | Famille Adigard D'argent à trois équerres de sable D'argent à trois gammas grecs de sable Anoblie par la charte des francs-fiefs de 1470 |
|                                                              | Famille Advisart, Sgrs de La Chapelle, généralité d'Alençon De gueules, au chevron d'argent. |
| Armoiries de Nicolas AFFAGART, Escuyer, de Tietreville, 1667 | Famille Affagart (ou Affagard) De gueules, à 3 diamants taillés à facettes d’argent, posés en fasce 2 et 1. |
|                                                              | Famille d'Agies, Sgrs de Longpré, élection de Bernay De gueules, à trois besants d'or ; au lambel du même. |
| Famille Agneau                                               | Famille Agneau D'or, à 3 fasces de sinople - Foulques d’Aigneaux D'or, à 2 fasces de sinople, accompagnées de 7 merlettes de gueules en orle |
|                                                              | Famille d'Aigneaux alias Agneaux, Sgrs de La Rivière, élection de Bernay D'azur, à trois agneaux d'argent., |
|                                                              | Famille d’Aigremont D'or, à la fasce échiquetée d’argent et de gueules de 3 tires, surmontée d’un lion naissant de gueules |
|                                                              | Famille d'Ailly De gueules, à une couronne de deux branches de laurier d’argent ; au chef échiqueté d’argent et d’azur de 3 tires |
|                                                              | Famille d'Alençon D'argent, au chevron de gueules, accompagné de 3 aiglettes de sable Pierre d’Alençon, anobli en 1538 (branche bâtarde des premiers comtes d’Alençon ?) |
|                                                              | Famille Alexandre Coupé d’azur et de gueules, à la fasce d’argent sur le tout, soutenue d’un trèfle du même, et surmontée d’un croissant d’or - Sieur de la Londe Tiercé en fasce, au 1 d’azur, à trois croissants d’or ; au 2 d’argent ; au 3 de gueules, à un trèfle d’argent - Sieur du Vivier (Originaire de Beauvaisis) D'argent, à l’aigle éployée de gueules |
|                                                              | Famille d’Alidan - Sieur de Launay, Fresne De gueules, à l’aigle éployée d’argent, becquée et membrée d’or |
|                                                              | Famille d'Aligre Burelé d'or et d'azur (de dix pièces), au chef du second, chargé de trois soleils du premier., Couronnede marquis. Supportsdeux lions regardants, au naturel Devise« Non uno gens splendida sole » (en français : « Une race qui ne brille pas que par un seul soleil ») |
|                                                              | Famille Allain - Sieur de Barbières D'argent, à 3 merlettes de gueules ; au chef d’azur, chargé de 3 étoiles d’or - Sieur de la Bertinière D'azur, au chevron d’argent, accompagné en pointe d’un besant d’or - Sieur d’Amontant, du Castel et du Vigné De gueules, au chevron d’argent, accompagné de trois coquilles du même |
|                                                              | Famille Allard D'azur, à 3 étoiles d’or bien ordonnées, et 3 croissants mal ordonnés d’argent |
|                                                              | Famille Alleaume D'azur, au chevron d’or, accompagné en chef de 2 étoiles d’argent, et en pointe d'une colombe, la tête contournée d’or, surmontée d'une étoile du même |
|                                                              | Famille L’Allemand ou Lallemand D'argent, semé de billettes de sable ; sur le tout un écusson de gueules, chargé d'une étoile d’or ; au chef du même |
|                                                              | Famille Alliet ou Laillet D'azur, au lion d’or |
|                                                              | Famille d'Allonville D'argent à deux fasces de sable. |
|                                                              | Famille Alorge - Sieur de la Hérappe, de Méville, de Gueffe, d’Auville, de Brémont, de Malicorne[réf. nécessaire] De gueules à trois gerbes d’orge d’or, liées du même, accompagnées de sept molettes aussi d'or, trois rangées en chef, une entre les deux premières gerbes, deux aux côtés de la troisième gerbe et une en pointe. Guillaume d’Allorge, anobli avec sa postérité en 1394[réf. nécessaire] - Sieur de Pintevillée et des Isles[réf. nécessaire] D'or, au croissant d'azur ; au chef de sable, chargé d'une étoile du champ[réf. nécessaire] |
|                                                              | Famille d’Alvimare Pays de Caux Écartelé : aux 1 et 4 d’azur au chevron d’or accompagné de trois molettes d’éperon d’or, aux 2 et 3 d’azur semé de fleurs de lys d’argent au lambel de gueules brochant sur le tout |
|                                                              | Famille Ameline Bandé d’argent et de gueules de 8 pièces ; au chef d’azur, chargé d’un soleil d’or Daniel Ameline s’installe fin XVIIe siècle en Normandie |
| d'argent à l'aigle de sable                                  | Famille d'Amfreville D'argent, à une aigle de sable. |
|                                                              | Famille d'Amphernet ou Anfernet, Sr du Pontbellanger, Sr de Montchauvet, élection de Vire De sable à une aigle bicéphale d'argent becquée et membrée d'or., Alias l'aigle au vol abaissé., |
|                                                              | Famille André de la Fresnaye D'azur, à un cygne d'argent, nageant sur une rivière de sinople ; au chef d'or, chargé d'une quintefeuille de gueules, accostée de deux étoiles d'azur.[réf. nécessaire] |
|                                                              | Famille d'Anfray, Sr du Mesnil, élection de Lisieux De gueules, à huit besants d'or en orle ; à l'écusson de sable, chargé de trois croissants du second et bordé du même. Alias à l'écusson d'azur chargé de trois croissants d'or, bordé du même, accosté de huit roses d'or en pal, quatre de chaque côté. |
|                                                              | Famille d'Angennes, Sr d'Angennes, généralité d'Alençon De sable, au sautoir d'argent. |
|                                                              | Famille Ango ou Angot, Sr de Lezeau, Comte de Flers, généralité de Rouen D'azur, à trois annelets d'or., |
|                                                              | Famille Angot des Rotours D'azur à la bande d'or, chargée de trois ancres de gueules, et accompagnée de deux étoiles d'argent. |
|                                                              | Famille d'Anneville, Sr de Chifrevast, élection de Valognes, Sr de Merville, généralité de Caen D'hermine, à la fasce de gueules. Alias au sautoir de gueules. |
|                                                              | Famille d'Anthenaise, Sr de Rouilly, élection de Lisieux Bandé d'argent et de gueules. |
|                                                              | Famille d'Argouges, marquis de Rânes Écartelé d'or et d'azur ; à trois quintefeuilles de gueules, brochant sur le tout. |
|                                                              | Famille Arundel de Condé D'argent, au chevron de gueules, accompagné de trois pies de sable |
|                                                              | Famille Aubery de Bellegarde D'argent à la fasce d'azur chargée d'une aigle bicéphale d'or accostée de deux écrevisses du champ. |
|                                                              | Famille d'Auvet ou Famille Dauvet Bandé d'argent et de gueules, de six pièces, la première bande chargée d'un lion de sable |

### B
| Blason          | Nom de la famille, blasonnement et devise |
| --------------- | --- |
|                 | Famille Le Bachelier des Vigneries D'azur, à un cygne d’argent et un chef de même, chargé de trois coquilles de gueules |
|                 | Famille de Baillehache De gueules, au sautoir d’argent, cantonné de quatre merlettes de même |
|                 | Famille de Baillard De sable, à un griffon d’hermine, armé et lampassé de gueules |
|                 | Famille Bailly de Barberey, de Lardenox, de Petival De gueules, à une plante de trois lis d’argent, sur une terrasse de sinople ; au chef cousu d’azur, chargé d'une croisette pommetée d’or, accostée de deux coquilles de même |
|                 | Famille de Bailleul (Pays de Caux) D'argent, à la fasce de gueules, accompagnée de 3 mouchetures d'hermine de sable, 2 en chef et une en pointe. |
|                 | Famille Barberie de Saint-Contest et de Courteille D'azur, à trois têtes d’aigle d’or, arrachées, 2 et 1 |
|                 | Famille de Barré De gueules, à trois bandes d’or ; au chef d’argent chargé de trois hures de sanglier de sable |
|                 | Famille de Barville D'argent, à deux bandes de gueules |
|                 | Famille Basire, Sr de Villodon, généralité de Caen D'azur, à une patte de griffon d'or en pal, accostée de deux feuilles de chêne du même. |
|                 | Famille Le Bastier, Sr du Quesnoy, élection de Neufchâtel D'argent, au chevron d’azur, accompagné de trois roses de gueules. |
|                 | Famille Baudart, généralité de Caen D'azur, à trois fasces ondées d'argent. |
|                 | Famille de Baudot de Senenville D'azur à une aigle d'or ayant le vol abaissé et regardant un soleil d'or posé au canton dextre du chef, accompagné au canton senestre du chef d'une croisette aussi d'or. |
|                 | Famille de Baudouin, Sr de Boissey, généralité de Rouen D'argent, à la croix de sable, cantonnée aux 1 et 4 d'une croix de Malte d'azur, aux 2 et 3 d'une tente girouettée de gueules. Différences entre dessin et blasonnement : Les tentes ne sont pas girouettées.                                                                            |
|                 | Famille de Bauquemare, Sr de Vitot, élection de Conches D'azur, au chevron d'or, accompagné de trois têtes de léopard, du même. |
|                 | Famille de Beaulieu D'azur, au chevron d’or, accompagné de trois grelots de même.[réf. nécessaire] |
|                 | Famille de Beaulieu D'azur, au chevron d’or, accompagné en chef de deux quintefeuilles du même, et en pointe d'une coquille d'argent.[réf. nécessaire] |
|                 | Famille de Beaunay, Sr d'Imanville, élection de Montivilliers Fascé d'or et d'azur. |
|                 | Famille de Beauvais, généralité de Rouen D'argent, à la croix de gueules, chargée de cinq coquilles d'or. |
|                 | Famille du Bec-Crespin Fuselé d'argent et de gueules. |
|                 | Famille Begouën, Le Havre Coupé : au 1, d'argent au palmier arraché de sinople ; au 2, d'azur à une proue de galère d'or flottant sur une mer d'argent. |
|                 | Famille Le Bègue de Germiny Ecartelé : aux 1 et4, d’azur, au poisson d’argent en fasce ; aux 2 et 3, d’azur, à l’écusson d’argent ; et sur le tout, d’argent à l’aigle de sable |
|                 | Famille Belliard Écartelé: au 1, d'azur, à l'épée haute d'argent garnie d'or; au 2, de gueules, aux ruines d'argent; au 3, de gueules, à un palmier terrassé d'argent adextré d'une pyramide et senestré de deux autres du même; au 4, d'or, au cheval cabré de sable 19e, Empire - Poitou, Normandie                                            |
|                 | Famille de Belhomme De gueules, à une aigle d’or éployée, surmontée de trois étoiles d’argent posées en fasce |
|                 | Famille Belleau D'hermine, à deux fasces d’azur |
|                 | Famille de Benserade D'or à quatre pals de gueules, mais ils portent plus souvent d'or à trois pals de gueules Seigneurs de Rosay (1624-1662) et du Roule (1654). |
|                 | Famille Bernard, Sr de Bernard, Sr de Marigny, élection d'Argentan D'azur, à trois fasces ondées d'or. |
|                 | Famille Berthot D'azur, à la croix d’or, cantonnée de quatre lions aussi d’or |
|                 | Famille de Béthencourt, Sr du Quesnoy, élection d'Arques D'argent, au lion de sable, armé et lampassé de gueules. |
|                 | Famille de La Bigne, Sr de La Rochelle, élection de Bayeux D'argent, à trois roses de gueules. |
|                 | Famille de Billeheust D'azur, au chevron d’argent, accompagné de trois roses du même. |
|                 | Famille Binet De gueules à deux barres d’argent, la première surmontée d'une rose d’or, accostée de deux besants de même ; la seconde côtoyée à dextre d'une feuille de chêne d’or et à sénestre d'une rose de même. |
|                 | Famille du Bisson De gueules, au mouton sautant d'argent; au chef d'or, chargé de trois molettes d'éperon de gueules |
|                 | Famille de Bissot D'argent, à trois roses de gueules. |
|                 | Famille de Blic D'azur à une bande d'argent, chargée de trois roses de gueules. |
|                 | Famille Le Bœuf d’Osmoy D'or, au bœuf passant de gueules.[réf. nécessaire] |
|                 | Famille de Bonnechose, Sr de Launay D'argent à trois têtes de sauvage de sable arrachées de sable, posées de front. Devise : « Fide ac virtute » |
|                 | Famille de Bonneville, Sr du Bocage, généralité d'Alençon D'argent, à deux lions léopardés de gueules. |
|                 | Famille de Bons, élection de Coutances D'azur, au chef d'or. |
|                 | Famille des Bordes de Beauchêne, élection d'Avranches D'or, à la tour de gueules. |
|                 | Famille du Bosc, Sr de Jourdemare, élection de Rouen, Sr de Coquereaumont, élection de Pont-Audemer De gueules, à la croix échiquetée d'argent et de sable de trois traits, cantonnée de quatre lionceaux d'or., |
|                 | Famille du Boscregnoult De gueules à la bande d'or. |
|                 | Famille de Boullainvilliers, Comte de Saint-Saire, Sr de Nesle, élection de Neufchâtel D'argent, à trois fasces de gueules., Alias fascé d'argent et de gueules de huit pièces. |
|                 | Famille Le Boullenger D'azur, à un chevron d’or, accompagné en chef, de deux coquilles d’argent, et en pointe d'une étoile de même.[réf. nécessaire] |
|                 | Famille Bourdon, Sr de Gruchy, généralité de Caen D'azur au bourdon de pèlerin d'or en pal, accosté de deux lions affrontés du même, armés et lampassés de gueules. |
|                 | Famille Le Bourgeois D'azur, à la fasce d’or, accompagnée de trois besants du même 2 et 1 |
|                 | Famille Le Bourguignon D'azur, à trois bourguignottes en profil d’argent |
|                 | Famille Le Bouteiller D'azur, à une fasce d’argent |
|                 | Famille Boutillier D'hermine à une fleur de lys de gueules. |
|                 | Famille de Bouville D'argent, à la fasce de gueules, chargé de trois annelets d’or |
|                 | Famille de Bréard D'azur, à trois molettes d’éperon d’argent |
|                 | Famille de Brébisson De gueules au lion d’argent |
|                 | Famille du Breil D'azur, au lion d’argent, armé, lampassé, et couronné de gueules Ancienne famille originaire de Bretagne |
|                 | Famille de Brémoy D'azur, à une épée d'argent posée en pal, la poignée de même, la pommette, la sousbranche et la garde, d'or, surmontée de trois couronnes de laurier de même, en chef |
|                 | Famille de Bretignières D'or, à trois roses de gueules ; au chef d’azur, chargé d’un soleil du champ. |
|                 | Famille Le Breton, Sr de La Guérippière, élection de Coutances D'argent, à deux chevron de gueules, accompagnés de trois coquilles du même. |
|                 | Famille Le Breton, Sr du Cissay, élection de Montivilliers, Sr de Vannoise D'argent, à trois roses de gueules., |
|                 | Famille de Bretteville D'azur, à trois glands d’or. |
| Blason Bréville | Famille de Bréville, élection de Bayeux De gueules, au chef cousu de sable ; à trois roses d'argent, deux sur le chef et l'autre en pointe. |
|                 | Famille de Brézé, Sr de Gaignonville, élection de Montivilliers D'azur, à l'écusson d'argent, enclos dans un trécheur d'or ; à l'orle de huit croisettes du même. |
|                 | Famille de Bricqueville, Sr des Coulombières, Comte de La Luzerne, élection de Bayeux Palé d’or et de gueules. |
|                 | Famille de Briqueville, Sr de Bretteville, élection de Valognes D'argent, à six feuilles de chêne de sinople. |
|                 | Famille de Broglie D'or, au sautoir ancré d’azur.[réf. nécessaire] Famille originaire d’Italie, établie en France en 1640. |
|                 | Famille de Brossard de la Gautre D'argent à trois fleurs-de-lys parties d'azur et de gueules, à la cotice de gueules brochant sur le tout.[réf. nécessaire] |
|                 | Famille de Brossard Sr de La Louvetière (Sr de Grosmesnil ??), élection de Vire De sable, au chevron d’or, accompagné en chef de deux besants et en pointe d'une molette d’éperon, le tout du même. Il s'agit des armes des Brossart de Monthue dans le Soissonnais                                                                              |
|                 | Famille de Brossard, Sr de Maisoncelles, élections de Neufchâtel et de Domfront D'azur, à trois fleurs de lys d’or ; à la cotice d’argent, brochant sur le tout. |
|                 | Famille de Brossard De sable, à trois fleurs de lis d’argent ; à la cotice de gueules, brochant sur le tout. Jean-Pierre de Brossard, écuyer, seigneur des Érables. On trouve aussi : De sable, au chevron d’or, accompagné en chef de deux besants et en pointe d'une étoile, le tout du même. David de Brossard, écuyer, seigneur d'Augeville. |
|                 | Famille des Brosses, Sr de Batigny, Baron du Boulet, élection d'Évreux D'argent, au lion de sable, armé et lampassé de gueules. |
|                 | Famille de Brossin D'argent, au chevron d’azur |
|                 | Famille de Broye D'azur, à trois broyes d’or, l’une sur l’autre en fasce Armes parlantes. |
|                 | Famille de Bruc D'argent, à la rose de gueules boutonnée d'or. |
|                 | Famille de Brucan De gueules, à un champion armé de toutes pièces d’argent, tenant une hallebarde d’or |
|                 | Famille Brunet de Mannetot D'azur, à trois croissants d’argent, adossés, mal ordonnés, accostés de deux étoiles d’or et surmontés d’un soleil de même Anobli en 1766 |
|                 | Famille du Buisson de la Lissondière De sable, à trois quintefeuilles d’or |
|                 | Famille de la Bunodière D'azur, à la bande d’or, chargée de trois têtes de lion de gueules, posées en barre |
|                 | Famille Busquet de Caumont D'argent, à la fasce de gueules, accompagnée en chef d’un cœur du même, accosté de deux étoiles [alias : étoiles à six rais] de sable, et d'une rose de gueules en pointe, |

### C
| Blason                 | Nom de la famille, blasonnement et devise |
| ---------------------- | --- |
|                        | Famille de Cacheleu D'azur, à trois pattes de loup d’or |
|                        | Famille de Cacqueray D'or à trois roses de gueules. Famille verrière normande. Seigneurs des Landes, verrerie de La Haye, La Fontaine-du-Houx.                                                                                        |
|                        | Famille Caillebot, Marquis de La Salle D'or, à six annelets de gueules 3, 2 et 1. |
|                        | Famille de Cairon, Sr de Garande, élection de Falaise De gueules, à trois coquilles d'argent. |
|                        | Famille de Calenge, généralité de Rouen De gueules, à trois soleils d'or. |
|                        | Famille Calletot D'or au lion de gueules. Seigneurs de Fleury et Lilly (1284-1355)[réf. nécessaire]. |
|                        | Famille Camus, Sr de Pontcarré, généralité de Rouen D'azur, à trois croissants d’argent, à [l'étoile] d'or en abîme. |
|                        | Famille Cantel, Sr de La Mauduite, élection d'Arques D'azur, à la fasce d’or, accompagnée de douze besants du même, huit en chef, quatre et quatre en croix, et quatre de même en pointe.                                             |
|                        | Famille Le Canu, Sr de La Chillardière, élection de Coutances De gueules au [lion] d'or ; au chef du même., |
|                        | Famille de Carbonnel, marquis de Canisy, élection de Coutances Coupé de gueules et d'azur, à trois tourteaux d'hermine., Alias à trois besants d'argent chargés chacun d'une moucheture d'hermine.                                    |
|                        | Famille du Caron des Mesnils D'argent, à un chevron de gueules, accompagné en pointe d’un trèfle de sinople.[réf. nécessaire] |
|                        | Famille de Carrey D'azur, à trois carreaux d’argent.[réf. nécessaire] |
|                        | Famille de Carrouges De gueules fleurdelisé d'argent.[réf. nécessaire] |
|                        | Famille de Carteret de Metesches, Jersey De gueules à quatre fusées d'argent, accolées en fasce. |
|                        | Famille Le Cartier De gueules, à la fasce d’or, accompagnée de trois têtes de léopards de même, 2 et 1 |
|                        | Famille Caudron de Coquereaumont D'argent à un ré mis sur une portée de musique en clef de sol, le tout de sable, accompagné en chef d'un coq au naturel et en pointe d'un mont de sinople.                                           |
|                        | Famille de Caumont, Sr de Gauville et du Bout-du-Bois, généralité de Rouen D'argent, à trois fasces de gueules, la première surmontée de trois tourteaux du même.                                                                     |
|                        | Famille Cavelier, Sr de Cuverville, Sr de Maucomble, généralité de Rouen D'azur à trois croissants d'or., |
|                        | Famille de Chalange, Sgrs du Mesnil, élection de Pont-de-l'Arche De gueules, à trois soleils d'or. |
|                        | Famille Chambon d’Arnouville Fascé d’or et d’argent de six pièces[réf. nécessaire] |
|                        | Famille de Champigny D'azur, à la croix d’argent, cantonnée au premier canton d’un croissant de même[réf. nécessaire] |
|                        | Famille de Champion, élection de Coutances D'or, au lion d’azur, à la bordure de gueules. |
|                        | Famille Le Chanoine du Manoir D'argent, au chevron de sable, accompagné de trois merlettes de même |
|                        | Famille de Chanteloup D'argent, au loup de sable, armé et lampassé de gueules |
|                        | Famille de Chapais D'argent, à un vaisseau de sable |
|                        | Famille du Chaplet D'azur, au chevron d’or, accompagné de trois chapelles d’argent |
|                        | Famille de Chasot D'azur, au chêne d’argent, terrassé du même, et accosté de deux lions affrontés et regardants d’or, liés par une chaîne d'argent au fût de l'arbre.                                                                 |
|                        | Famille Chenu de Gastines D'azur, au chevron d’argent, accompagné de trois hures de sanglier du même. |
|                        | Famille de Chevrue (ou Cheverue ou Chevreux) De gueules, à trois têtes de chèvres d'argent. Armes parlantes. |
|                        | Famille de Chiré D'azur, à trois coquilles d’or. Ancienne famille originaire du Poitou |
|                        | Famille de Choisne D'hermine, au lambel de sable |
|                        | Famille Chrétien D'azur, à la bande d’argent, accompagnée en chef, de quatre étoiles en orle, et côtoyée en pointe de trois roses tigées et feuillées, le tout d’argent Remonte à Guillaume Chrétien, anobli en 1369                  |
|                        | Famille Le Clerc de Lesseville D'azur, à trois croissants d’or. |
|                        | Famille de Clères D'argent, à la fasce d’azur paillée d'or.[réf. nécessaire] |
|                        | Famille de Clermont-Thoury De gueules à deux clés d'argent passées en sautoir. Alias le champ d'azur. |
|                        | Famille Clouet du Ramier D'argent, au sautoir de gueules, cantonné de quatre fers de pique du même. |
|                        | Famille Cochart ou Cochard, Sr de la Picaudière, Sr de Soulle, élection de Coutances De gueules à trois fasces d'or., Alias trois fasces d'argent.                                                                                    |
|                        | Famille Cœuret de Nesle D'argent, à trois cœurs de gueules. |
|                        | Famille Colas D'argent, à la guivre de sable, hallissante de gueules ; au chef de même, chargé de trois roses d'argent., |
|                        | Famille Collet de Cantelou D'azur, au chevron d'or, accompagné en chef de deux molettes d'éperon du même et en pointe d'une main d'argent.                                                                                            |
|                        | Famille de Colombel D'azur, à la fasce d'or, accompagnée en chef de deux colombes affrontées d'argent, et en pointe d'une bisse en fasce [alias serpent] du même., Guillaume de Colombel obtient ses lettres d'anoblissement en 1588  |
|                        | Famille de Colombières ou Coulombières De gueules au chef d'argent., |
|                        | Famille Conseil, Sr du Mesnil, élection de Bayeux De gueules, à la croix fleurdelisée, accompagnée en chef, à dextre d'une rose, à senestre d'une coquille, le tout d'argent.                                                         |
|                        | Famille Le Conte, Sr de Tibermont, Marquis de Pierrecourt, Comte de Nonant, élection de Pont-Audemer D'azur, au chevron d'argent, accompagné en pointe de trois besants d'or posés 1 et 2.                                            |
|                        | Famille Le Conte, Sr de Dracqueville, généralité de Rouen D'azur, à trois molettes d'éperon d'or. |
|                        | Famille Le Conte de Montullé D'azur, au chevron d'or, accompagné de trois étoiles du même.[réf. nécessaire] |
|                        | Famille de Coqueromont D'argent, à deux clefs d'or adossées, accostées de huit croissants de gueules et accompagnées de trois fleur de lis du second émail.[réf. nécessaire]                                                          |
|                        | Famille Coquerel d'Iquelon - Armes de Pierre Coquerel D'azur, à une fasce d'or, accompagné en chef de trois molettes du même et en pointe d'un coq aussi d'or.[réf. nécessaire]                                                       |
|                        | Famille de Corday D'azur, à trois chevrons brisés d'or |
|                        | Famille Le Cordier D'azur, à la bande d'argent, chargée de cinq losanges de gueules et accostées de deux molettes d'éperon d'or |
|                        | Famille de Corneille De gueules, à deux fasces d'or, au chef d'argent, chargé de trois corneilles de sable Pierre de Corneille, père de Pierre et Thomas Corneille, est anobli par lettres patentes de janvier 1637                   |
|                        | Famille Le Cornu D'azur, à trois cornets d'argent, liés, enguichés et virolés d'or |
|                        | Famille de Costard Burelé d'argent et de sable de dix pièces |
|                        | Famille de Costart, Sr de La Chapelle, élections de Caen et de Bayeux D'argent, au lion de sable, armé et lampassé de gueules. |
|                        | Famille de Couespel, Sr de Bruersn élection de Vire D'azur, à trois besants d'argent, rangés en fasce, celui du milieu accompagné en chef et en pointe de deux têtes de lion du même. Différences entre dessin et blasonnement.       |
|                        | Famille de Courcy D'azur, fretté d'or, de six pièces |
|                        | Famille de Courseulles Écartelé d'azur et d'argent. |
|                        | Famille Le Couteulx D'argent, au chevron de gueules accompagné de trois trèfles de sinople.[réf. nécessaire] |
|                        | Famille de Couvert, Sr de Coulon, élection de Bayeux D'hermine, à la fasce de gueules, chargée de trois fermaux d'or. |
| Blason famille du Croc | Famille du Croc, généralité de Rouen D'argent, au chevron de gueules, accompagné de trois merlettes d'azur. |
|                        | Famille de Croisilles, Sr de Caumont, élection de Pont-Audemer De sable, à trois croisettes recroisetées d'or. |
|                        | Famille de Croismare, Sr de Saint-Jean du Cardonnay, Sr de Portivor et de Lassy, élections d'Andely et de Caen D'azur au léopard d'or, armé et lampassé de gueules. Alias d'azur, au lion léopardé d'or. Devise : « Commeo fidenter » |
|                        | Famille de Croville D'argent à la croix engrêlée de gueules. |

### D
| Blason | Nom de la famille, blasonnement et devise |
| ------ | --- |
|        | Famille Davy de La Pailleterie D'azur, à trois aiglettes d'or, les deux en chef affrontées tenant de leurs serres voisines un anneau d'argent en cœur sommant l'aiglette en pointe.[réf. nécessaire] |
|        | Famille de Dieuleveult, élection de Coutances D'azur, à six croissants contournés d'argent. |
|        | Famille Douvrendel, généralité de Rouen De gueules, à trois fasces d'or. |
|        | Famille Le Doyen, Sr du Coudray, Sr d'Ablon, élection de Pont-Audemer D'or, à trois têtes de Maure de sable, œillées et tortillées d'argent.                                                         |

### E
| Blason | Nom de la famille, blasonnement et devise |
| ------ | --- |
|        | Famille Élie-Lefebvre ou Lefèbvre, Sr d'Emendreville D'azur au chevron d'or, accompagné en chef de deux roses du même et en pointe, d'un papillon d'argent. |
|        | Famille d'Estouteville Burelé d'argent et de gueules ; au lion de sable armé, lampassé, couronné d'or, brochant sur le tout.                                |

### F
| Blason | Nom de la famille, blasonnement et devise |
| ------ | --- |
|        | Famille Famuchon ou Fumichon, Sr de Boisroger, élection de Coutances De gueules, à trois fasces d'or.                                                                                |
|        | Famille de Folleville, Sr de Bois-David, élection de Pont-Audemer D'azur, à la fasce coupée, émanchée d'or et de gueules, accompagnée en pointe d'une quintefeuille du second émail. |
|        | Famille de La Fontaine, généralité de Rouen D'azur, au chevron d'or, accompagné de trois étoiles du même.                                                                            |
|        | Famille de Fontettes, Sr de Vaumain, élection de Chaumont et Magny D'azur, à trois fasces d'or.                                                                                      |
|        | Famille de Fouilleuse, Sr de Boispréaux, élection de Lions D'argent, fretté de gueules, semé de fleurs de lys du même dans les claires-voies.                                        |
|        | Famille de Fours, Sr de Saint-Clair, élection d'Andely D'azur, à la croix engrêlée d'or.                                                                                             |
|        | Famille de Franqueville, Sr de Couillarville, élection de Pont-Audemer De gueules, au chef d'or.                                                                                     |
|        | Famille de Frémont, généralité de Rouen D'azur à trois têtes de léopards d'or., |
|        | Famille de Fréville, Sr de La Haye, élection de Pont-Audemer D'argent, à trois flèches tombantes et rangées de gueules, surmontées de trois trèfles du même [rangés en chef].,       |

### G
| Blason | Nom de la famille, blasonnement et devise |
| ------ | --- |
|        | Famille de Gaalon, Sr de Préaux, élection de Bayeux De gueules, à trois rocs d'échiquier d'or. |
|        | Famille de Gaillarbois ou Gaillard-le-Bois, Sr de Marcouville, élection d'Andely D'argent, à six tourteaux de sable. Alias six annelets. |
|        | Famille Garin, Sr de Fatouville, élection d'Arques De gueules à trois coquilles d'or. |
|        | Famille Gaudin, Sgrs de La Gaude-Fraye, élection d'Avranches D'azur, au chevron d'or, accompagné de trois aiglettes d'argent ; au chef de gueules, fretté du troisième. |
|        | Famille de Gislain, Sr de Saint-Mars, élection de Mortagne D'azur, au cerf d'or. |
|        | Gouhier de Petiteville De gueules à trois roses d'argent posées 2 & 1. Couronne de comte support de deux lions d'or. |
|        | Famille de Grouchy D'or fretté de six pièces d'azur et sur le tout d'un écusson d'argent aux trois trèfles de sinoples posés 2 et 1 Blason composé du blason des Grouchy de la branche Robertot (d'argent aux trois trèfles de sinoples posés 2 et 1) brochant sur celui des Grouchy de la branche Montérolier (d'or fretté de six pièces d'azur). |
|        | Famille Guyon (des Diguères, de Vauloger, de Quigny, etc.) D'argent au cep de vigne pampré et terrassé de sinople fruité de gueules, soutenu d'un échalas de sable. |

### H
| Blason                   | Nom de la famille, blasonnement et devise |
| ------------------------ | --- |
|                          | Famille d'Harcourt, Duc et Comte, Sr d'Aloude, élection de Valognes De gueules, à deux fasces d'or., |
| Blason Famille Le Héricy | Famille d'Héricy ou Le Héricy, Sr d'Estreban, Baron de Montbray, élection de Bayeux D'argent, à trois hérissons de sable. Alias trois hérissons de gueules. |
|                          | Famille de Héris, Sr du Mesnil, élection d'Arques D'argent à la bande d’azur, chargé de trois molettes d'or ; à la bordure engrêlée de gueules. Alias sans la bordure.                                                                                         |
|                          | Famille de Hotot, baillage de Caen D'azur, semé de molettes d'éperon d'or, au lion du même, armé et lampassé d'argent, brochant. Différences entre dessin et blasonnement.                                                                                     |
|                          | Famille d'Houdetot, Sr de Charville, élection de Caudebec D'argent, à la bande d'azur, bordée d'or et chargée d'une chaîne de trois médaillons du même, celui du milieu chargé d'un lion, et les deux autres d'une aiglette., Alias d'or à six porcs de sable. |
|                          | Famille Huillard d'Aignaux, généralité de Rouen D'or à quatre hures de sanglier de sable. Alias de gueules à un mouton d'hermine., |

### J
| Blason | Nom de la famille, blasonnement et devise |
| ------ | --- |
|        | Famille Jan de Hauteterre (Nonancourt) D'azur à la montagne escarpée d'argent, accompagnée au canton senestre du chef, d'un soleil naissant d'or. Source : vicomte de Burey, Les Archives héraldiques d'Évreux, 1890, page 236 |
|        | Famille Joseph (Normandie Caen) Parti, au premier écartelé d'azur et d'or, au second d'argent à la barre de sable. Selon l'Armorial Général de France d'Hozier registre 20, page 346                                           |

### L
| Blason | Nom de la famille, blasonnement et devise |
| ------ | --- |
|        | Famille Lainé, Lesné de Torchamp seigneur de Torchamp, la Nocherie, la Vallée… D'azur, au chevron d'or accompagné de deux étoiles de même en chef, et d'un croissant d'argent en pointe. |
|        | Famille Laisné, Lainé (Pays de Bray en Normandie), Lesne de Molaing (Cambrésis) (olim Lasne, Lanai, Lannay, Launay, Launoy, Lannoy), branche subsistante de la Maison de Launay (Tournaisis), extraction chevaleresque (XIIe siècle) - Origine : Bretagne, Tournaisis, Normandie (pays de Bray), Cambrésis, Paris seigneur de Saint-Saire, Tinnetot, Parmetot, Saint-Hilaire, Lillebec en Normandie seigneur de Molaing et Petit-Cambrésis en Cambrésis - D'azur à l'aigle d'or becquée et membrée de gueules ; (Laisné - Pays de Bray en Normandie) - alias D'azur, au chevron d'or accompagné de trois roses d'argent ; (Laisné - Normandie) - D'azur au chevron d'or chargé d'une étoile de sable et accompagné en chef de 2 roses d'argent et en pointe d'un cœur de même ; (Laisné - Armorial de Paris) - D'azur au chevron d'or chargé d'une étoile de gueules accompagnée de 3 roses d'argent ; (Lesne de Molaing ancien - Cambrésis) - De gueules à un chevron d'or accompagné de trois violettes d'argent ; (Lesne de Molaing récent - Cambrésis) - alias Écartelé pour les grandes armes ; au 1 d'azur au chevron d'or chargé d'une étoile de gueules accompagné de 3 roses d'argent ; au 2 de sinople à un fermail d'or ; au 3 de gueules à un chevron d'or accompagné de trois violettes d'argent ; au 4, d'azur au chevron d'or accompagné de trois étoiles du mesme ; (Grandes armes Lesne de Molaing) - Devise Laisné : l'aisné veulx estre - Devise Lesne de Molaing : impavidi fiumus - Cri de guerre "Landas" - Cimier Un col et tête de cygne d'argent allumé et becqué de gueules. |
|        | Famille de La Mache - D’azur, au chevron d’argent, accompagné en chef de deux étoiles d’or, et en pointe d'une main armée d'une massue du même, - Anoblie en 1576 (Election de Valognes), maintenue en 1666. |
|        | Famille de Lamare de Chesnevarin (olim Delamare de la Villenaise de Chênevarin) - Porte d'azur à la croix d'or cantonnée au I. d'une licorne contournée d'argent, au 2. d'un aigle d'or membré et becqué de gueulles, au 3. et dernier de deux lions affrontés d'or armés et lampassés de gueulles, les queues passées en sautoir., - Lettres de noblesse obtenues par lettre patente en 1595,. |
|        | Famille de Lambert des Champs de Morel De gueules à chevron d'or accompagné en chef de deux croissants d'argent et un pointe d'un arbre arraché d'or. Devise : Fide toga et armis. Normandie (Tourlaville 1422), Île-de-France, maintenu noble en 1573 et en 1666, baron en 1817. La branche ainée, éteinte, se nommait: Lambert de Chamerolles. |
|        | Famille du Laurent ou Laurens, Sr de La Barre D'or au sautoir de sable. Devise : « Impavidum ferient ruinæ » |
|        | Famille Le Blanc D'azur au chevron d'or accompagné de trois lions rampants d'argent Seigneurs de Croixmesnil (fin XVe siècle-1692) et de Rosay (vers 1640-1662). |
|        | Famille Le Courtois du Manoir - Origine : Normandie (Caen) - Secrétaire du roi 1768 D'azur à la fasce d'or accompagnée, en chef, de trois étoiles rangées et, en pointe, de trois canettes nageant sur des ondes mouvant de la pointe, le tout d'argent. |
|        | Famille Le Lieur D'or à la croix d’argent dentelée de gueules, et accompagnée de quatre têtes de léopards d’azur. |
|        | Famille de Lentaigne de Logivière D'or au chevron d'azur accompagné de trois merlettes de sable au chef d'azur chargé de trois étoiles d'argent. |
|        | Famille Le Portier de Marigny D'azur à deux fasces d'argent Seigneurs de Fleury, Lilly, Le Plessis (1309-1315) et de Rosay (1150-1315). |
|        | Famille Le Roux D'azur au chevron d'argent accompagné de trois têtes de léopard d'or. |
|        | Famille Letellier de Brothonne De gueules à la fasce d'argent accompagnée en chef de deux molettes et en pointe d'une main droite du second apaumée. Anoblissement en 1740 par charge (mort en charge). Devise : Dextera Domini fecit virtutem (La Droite du Seigneur a déployé sa puissance). |
|        | Famille Le Vaillant D'azur, en dextrochère mouvant d'une nuée d'argent, paré de gueules, tenant une épée en pal, aussi d'argent, garnie d'or. Couronne: de Baron. Visible sur la clef de voûte de la chapelle Saint-Nicolas de l'église de Beauvoir-en-Lyons, début XIIIe siècle. Famille de gentilshommes verriers, originaire de Normandie. |
|        | Famille Levêque De gueules à l'Agneau pascal d'argent, la croix enrubannée d'azur ; au chef cousu d'azur chargé d'un besan à dextre d'argent. Blason de Nicolas Levesque. Déposé à la préfecture d'Alençon le 2 février 1741. |
|        | Famille de Livet, Sr de Saint-Léger, élection de Pont-Audemer D'azur, à trois molettes d'éperon d'or. |
|        | Famille Lux Écartelé : au 1 d’or, à trois pals de gueules ; au 2 d’azur à la tête de Licorne d’argent ; au 3 d’azur, à l’aigle éployée d’argent ; au 4 de gueules, au léopard couronné d’or. |
|        | Famille de L'Oraille D'azur, au chevron d'or accompagné de deux étoiles de même en chef, et d'un croissant de gueules en pointe. |
|        | Famille de Longueil D'azur à trois roses d'argent, au chef d'or, chargé de trois roses de gueules. |
|        | Famille Louvel, Sr de Coutrières, de Monceaux, élections de Valognes et de Coutances De gueules, au griffon d'or. |
|        | Famille de Louvigny, Sr dudit lieu, Sr de La Martinière, élection de Bernay D'argent, au chevron de sable, accompagné de trois têtes de loups arrachées du même., |

### M
| Blason                              | Nom de la famille, blasonnement et devise |
| ----------------------------------- | --- |
|                                     | Famille Le Maistre de Normanville De gueules à la bande d'argent, accompagnée en chef d'un soleil d'or et en pointe d'une rose du même.            |
|                                     | Famille Le Maistre, Sr de Luis, élection de Coutances D'argent, à trois merlettes de sable.                                                        |
|                                     | Famille de Malet, Sr de Crasmenil, Sr de Graville, élection d'Argentan De gueules à trois fermaux d'or.                                            |
|                                     | Famille de Malfilastre, Sr de La Haulte, élection de Vire D'argent, à trois merlettes de sable.                                                    |
|                                     | Famille de Malherbe, Sr du Bouillon, élection de Rouen, Sr de Malicorne, élection d'Argentan D'hermine, à six roses de gueules. Alias trois roses. |
|                                     | Famille de Malherbe, Sr de Gatgame, élection de Bayeux D'or, à deux jumelles de gueules, surmontées de deux lionceaux affrontés du même.,          |
|                                     | Famille de Marcastel ou Mercatel, Sr dudit lieu, élection de Neufchâtel D'argent, à trois croissants de gueules.,                                  |
|                                     | Famille de Marcilly, Sr de L'Espinay, généralité d'Alençon D'azur, à trois molettes d'éperon d'or.                                                 |
|                                     | Famille de Marle D'argent au chevron d'azur accompagné de trois aigles de gueules. Différences entre dessin et blasonnement.                       |
|                                     | Famille de Mathan, Sr de Vains, élection de Bayeux De gueules, à deux jumelles d'or ; la première surmontée d'un lion léopardé du même.            |
|                                     | Famille de Maurey, Sr du Plessis, généralité d'Alençon D'azur à trois bourdons d'argent rangés en face.                                            |
|                                     | Famille de Mauvoisin, Sr de Rosny, Sr d'Angoville, généralité de Caen D'or, à deux fasces de gueules.                                              |
|                                     | Famille des Mazis, Sr de Bremares, élection de Montivilliers D'azur, à trois roses d'or.                                                           |
|                                     | Famille de Méhérenc de Saint-Pierre olim de Méhérenc, Bouchard D'argent au chef d'azur ; à la bordure de gueules.,                                 |
|                                     | Famille du Merle De gueules à trois quintefeuilles d'argent.                                                                                       |
| Blason famille Michel               | Famille Michel, Sr de Cambernon, élection de Coutances D'azur, à la croix d'or cantonnée de quatre coquilles du même.                              |
|                                     | Famille Le Monnier D'argent au chevron de gueules accompagné en chef de deux étoiles et en pointe d'un lion, le tout d'azur.                       |
| Blason Famille Le Monnier de Tessel | Famille Le Monnier, Sr de Tessel, généralité de Caen D'azur, à trois anilles d'argent.                                                             |
|                                     | Famille Morel d'Aubigny D'or au lion de sinople, armé et lampassé de gueules, couronné d'argent.                                                   |

### O
| Blason | Nom de la famille, blasonnement et devise                                                         |
| ------ | ------------------------------------------------------------------------------------------------- |
|        | Famille d'Orglandes, barons de Briouze, élection de Falaise D'hermine, à six losanges de gueules. |

### P
| Blason                     | Nom de la famille, blasonnement et devise |
| -------------------------- | --- |
|                            | Famille Paisant, Sr de Baudrovet, élection de Lisieux D'azur, au sautoir d'or. |
|                            | Famille de Pardieu, Sr d'Avrémenil, Marquis de Maucomble, élection d'Avranches D'or, au lion couronné de gueules. |
|                            | Famille Payen, Sr du Vivier, Sr de La Galanerie, élection de Coutances D'argent, à trois tourteaux de sable, le premier chargé d'une rose d'or. Devise: In arduis fortior. |
|                            | Famille Paynel. Branches : Paynel de Hambye, de la Haye-Pesnel, d'Olonde (à Canville-la-Roque), de Bricquebec, de Bricqueville-sur-Mer (Manche) d'or à deux fasces d'azur accompagné de 9 merlettes de gueules en orle, 4,2 et 3 (le nombre de merlettes peut varier). Paynel (Normandie, vassal du roi de France) d'or à deux fasces d'azur à l'orle de merlettes du même d'or à deux lions de gueules passant l'un sur l'autre |
|                            | Famille Le Pelletier de Martainville Famille d'origine marchande établie à Rouen, elle est anoblie en 1570 par l'acquisition du fonds de la famille Peloque. Elle change son nom de famille en Martainville, en 1571, sur autorisation du roi. D'argent à la fasce d’azur chargée de trois besants d’or Support: deux sauvages Devise: Adversis moveri nefas.                                                                    |
|                            | Famille de Pellevé De gueules, à une tête humaine d'argent le poil levé d'or. Armes parlantes. |
|                            | Famille de Perier Famille d'officiers de marine et d'infanterie originaire du Havre. Un écu d’argent, à une fasce de sinople accompagnée de quatre quintefeuilles de mesme posées une à chaque canton de l’écu. Lettres patentes de Louis XV, octobre 1726, pour la branche aînée. Devise ; Dextera Domini fecit virtutem (La Droite du Seigneur a déployé sa puissance).                                                        |
|                            | Famille Pétron, Sr de La Caterie, généralité de Caen De gueules au léopard d'or. |
|                            | Famille Piedelièvre, Pont-Audemer, généralité de Rouen D'argent à deux lièvres de gueules passants l'un sur l'autre. |
|                            | Famille de Pigace, Sr de Boscroger, élection d'Argentan De sable, à la face d'argent, accompagné de trois molettes d'éperon du même. |
|                            | Famille Pinel, Sr de Boispinel, élection d'Argentan D'azur, au sautoir d'or. |
| d'argent au pal de gueules | Famille Plaimpel, généralité de Rouen D'argent au pal de gueules., |
|                            | Famille Poterat ou Potterat, généralité de Rouen D'azur au chevron d'or, accompagné de trois étoiles du même., |
|                            | Famille Potier, Sgrs de Saint-André, Sgrs de Courcy, élection de Coutances De gueules, à la fasce d'argent, accompagnée de trois croisettes du même. |
|                            | Famille Pouchin De gueules à une pièce de vair d'argent. |
|                            | Famille de Préaux De gueules à l'aigle d'or becquée et membrée d'azur. Alias d'argent à l'aigle de gueules becquée et membrée d'azur. |
|                            | Famille Le Prevost, Sr de Fourches, élection d'Argentan D'azur, au lion d'argent, tenant une hache d'armes du même., |

### Q
| Blason | Nom de la famille, blasonnement et devise                                                                                |
| ------ | --- |
|        | Famille du Quesne, Sr de Toqueville, généralité de Rouen D'argent, au lion de sable.                                     |
|        | Famille du Quesnoy, Sr de Saint-Germain, élection d'Arques D'or à l'aigle de sable. Alias becquée et membrée de gueules. |
|        | Famille du Quesnoy ou Duquesnoy, élection d'Avranches D'argent, au lion de gueules, à neuf glands de sinople en orle.,   |
|        | Famille du Quesnoy, Sr des Messires, élection d'Évreux Échiqueté d'or et d'azur.                                         |

### R
| Blason | Nom de la famille, blasonnement et devise |
| ------ | --- |
|        | Famille Racine de Beaulieu D'azur à trois mains sénestres appaumées d'or[réf. nécessaire] Seigneurs du Tremblay, de Neuville-sur-Authou, des Vallots, de Beaulieu |
|        | Famille Regnault, Sr de Montfermerel, élection de Saint-Lô D'argent, à une croix ancrée de sable.                                                                 |
|        | Famille de Rémy, Sr de Montigny, Courcelles, élection d'Arques D'hermine, à un écusson de gueules.                                                                |
|        | Famille de Rolleboise D'or à la bande d'azur chargée de trois annelets d'argent.                                                                                  |
|        | Famille de Roncherolles, Sgrs dudit lieu, 1ers barons de Normandie, généralité de Rouen D'argent, à deux faces de gueules.                                        |
|        | Famille des Rotours, Baron de Chaulieu, Sr des Rotours, élection de Vire D'azur, à trois besants d'argent.                                                        |
|        | Famille Le Roy, Sgrs de Surville, élection de Bayeux, Sgrs de Livet D'argent, à trois merlettes de sable., Alias trois merlettes de gueules.                      |
|        | Famille Ruault Palé d'or et d'azur.[réf. nécessaire] |
|        | Ruault de Beaulieu Palé d'or et d'azur, de six pièces et un bâton de gueules posé en bande brochant sur le tout.[réf. nécessaire]                                 |
|        | Famille Ruault de la Bonnerie D'azur, au lion d'or armé et lampassé de gueules.[réf. nécessaire]                                                                  |

### S
| Blason | Nom de la famille, blasonnement et devise |
| ------ | --- |
|        | Famille de Sabrevois, Sr de Boisvissard, élection de Verneuil D'argent, à la fasce de gueules, accompagnée de six roses rangées du même. |
|        | Famille de Saint-Germain, Sr de Perigny, élection de Mortain De gueules, à trois besants d'argent. |
|        | Famille de Saint-Pol ou de Saint-Paul, Sr de Masle, élection de Mortain D'argent au sautoir dentelé de sable., |
|        | Famille de Sainte-Marie, Sr d'Agneaux, élection de Saint-Lô Écartelé d'or et d'azur. |
|        | Famille de Semallé D'argent à la bande de gueules, accompagnée d'un faucon (épervier) de sable armé d'or [grimpant]. Alias à la bande alésée de sable, cotoyée d'un corbeau du même. |
|        | Famille de Silly D'hermine à la fasce ondée de gueules accompagnée en chef de trois tourteaux rangés du même. Il existe aussi : "D'hermine à la fasce ondée de gueules accompagné en chef de trois annelets rangés de même"[réf. nécessaire] Silly de La Roche-Guyon : écartelé en 1 et 4 d'hermine à la fasce ondée de gueules accompagné en chef de trois annelets rangés de même et en 2 et 3 bandé d'or et d'azur à la bordure de gueules. Différences entre dessin et blasonnement : en 2 et 3, le dessin est d'or à trois bandes d'azur et non bandé d'or et d'azur.. Seigneurs de Silly, Auneau, Comtes puis Duc de La Roche-Guyon. Pair de France. |
|        | Famille de Sourdeval D'or fretté de sable, au canton du second. |
|        | Famille de Surreau D'argent, au sautoir de gueules chargé en cœur d'une croisette d'or, cantonné de quatre têtes de Maure de sable tortillées d'argent. Seigneurs de Lisors (1480-1555) et Touffreville (Eure) (1481-1522). |

### T
| Blason | Nom de la famille, blasonnement et devise |
| ------ | --- |
|        | Famille Taillepied de Bondy D'azur à trois croissants d'or 2 et 1 ; au chef cousu de gueules chargé de trois molettes d'or. Alias au chef d'or chargé de trois molettes de gueules. |
|        | Famille de Tancarville De gueules à un écusson d'argent accompagné de huit angennes d'or en orle., Alias fascé d'or et d'azur. |
|        | Famille Tardieu, Sr de Melleville, Sr de Monchy, élection d'Arques D'azur au chevron d'or accompagné en chef de deux croissants d'argent et en pointe d'une croix pattée du même ; au chef cousu de gueules chargé d'une étoile d'or. Alias au chevron d'or surmonté d'une étoile du même, accompagné en chef de deux croissants d'argent et en pointe d'une croisette ancrée du second. |
|        | Famille de Tascher ou Tascher D'argent à trois bandes de gueules chargées [chacune] de quatre flanchis du champ. |
|        | Famille Tesson Fascé d'hermine et de sinople, le sinople paillé d'or. |
|        | Famille de Thibouville Fascé de gueules et d'argent, l'argent de champ d'hermine. |
|        | Famille de Tilly, Marquis de Blaru, Sr de Prémont, généralité de Caen et élection de Valognes D'or, à une fleur de lys de gueules., |
|        | Famille de Tournebu, Sgrs de Tournebu, élection de Vire, Sgrs de Livet, Sgrs des Jardins D'argent à la bande d'azur., Alias à trois lambels de gueules rangés en chef et une cotice d'azur brochant sur le premier lambel. |

### V
| Blason                         | Nom de la famille, blasonnement et devise |
| ------------------------------ | --- |
| d'argent à la bande de gueules | Famille du Val, Sr de Beaumontel, généralité d'Alençon D'argent, à la bande de gueules. |
|                                | Famille du Val, Sr de Thouville, élection de Caudebec De gueules, à la croix denchée d'or. |
|                                | Famille de Vambais, Sr de Fleurimont, généralité de Caen D'argent, à trois merlettes de sable. |
|                                | Famille de La Varie, Sr de Bésu, élection de Lions D'or, à l'aigle éployée de gueules. |
|                                | Famille de Vauborel, Sr de La Bahannière, généralité de Rouen D'azur, à la tour d'argent. |
|                                | Famille Le Veneur, Comte de Tillières D'argent à la bande d'azur chargée de trois sautoirs d'or. |
|                                | Famille de Verdun, Sr de Passais, élection de Domfront, Sr de La Crenne D'argent, fretté de sable., Alias d'or fretté de sable. |
|                                | Famille du Vernay, généralité de Caen D'azur, à trois fasces ondées d'argent. |
|                                | Famille Le Vicomte, Sr de Saint-Hilaire, Sr de Blangy, élection de Pont-Audemer D'azur, à trois coquilles d’or., |
|                                | Famille de Villequier De gueules, à la croix fleurdelisée d'or, cantonnée de douze billettes du même. René de Villequier, Baron de Clairvaux, d'Aubigny et d'Évry, Chevalier du Saint-Esprit (reçu le 31 décembre 1578), gouverneur de Paris et de l'Isle de France, Ecartelé : I et IV, de gueules, à la croix fleurdelisée d'or, cantonnée de douze billettes du même, II, et III facé-ondé d'argent et de gueules ; sur le tout palé d'or et de gueules. |
|                                | Famille de Vismes du Valgay D'azur au chevron d'or acc en chef de deux étoiles d'argent et en pointe un cep de vigne au naturel |
|                                | Famille de Vipart, Sr de Beaumont, élection d'Arques D'argent, au lion de sable, armé et lampassé de gueules. |

### Y
| Blason | Nom de la famille, blasonnement et devise |
| ------ | --- |
|        | Famille Yvelin, Sr de La Prairie, Sr de Valdecis, élection de Coutances De gueules à trois roses d'argent ; au chef d'or chargé d'un lion léopardé de sable. Alias d'or au lion léopardé de sable lampassé de gueules, coupé de gueules à trois roses d'argent. |
|        | Famille d'Yvetot, élection d'Argentan D'azur, à la bande d'or, accostée de deux [cotices] du même., |

- Haut – A
- B
- C
- D
- E
- F
- G
- H
- I
- J
- K
- L
- M
- N
- O
- P
- Q
- R
- S
- T
- U
- V
- W
- X
- Y
- Z